# Dick Shrider
Richard Guy Shrider, detto Dick (Glass Rock, 7 febbraio 1923 – Somerville, 21 gennaio 2014), è stato un cestista, allenatore di pallacanestro e dirigente sportivo statunitense, professionista nella NBL e nella BAA.

## Carriera
Dopo aver giocato alla Glenford High School, venne reclutato dalla Ohio University. Venne selezionato nel draft BAA 1948 dai New York Knicks. Giocò quattro partite con i Knicks, passando poi nella NBL con i Detroit Vagabond Kings. Al termine della stagione decise di abbandonare l'attività.

## Allenatore
Dopo il ritiro divenne allenatore della Gallipolis High School (a Gallipolis, Ohio), dove rimase per sei stagioni. Nel 1955 venne assunto dalla Fairborn High School (a Fairborn, Ohio), dove rimase fino al 1957, quando divenne capo-allenatore della Miami University.
In nove stagioni alla guida dei RedHawks ebbe un record di 126 vittorie e 96 sconfitte. La migliore stagione rimase la prima, quando la squadra raggiunse le semifinali dei Regional della NCAA. Nel 1965-66, raggiunse nuovamente il Torneo NCAA, perdendo però al primo turno. Si ritirò al termine della stagione.

## Dirigente
Dopo il ritiro da allenatore, rimase fino al 1988 come athletic director.